# Anatoli Wiktorowitsch Sytschow
Anatoli Wiktorowitsch Sytschow (russisch Анатолий Викторович Сычёв; * 10. April 1932; † 20. Januar 2018) war ein russischer Fernschachspieler und Verdienter Internationaler Meister (SIM).

## Fernschach
Er gewann im Jahr 1989 die sechs Jahre zuvor begonnene Endrunde der 27. Fernschach-Europameisterschaft.
1987 nahm Sytschow am 3/4-Finalturnier der 14. ICCF-Fernschach-Weltmeisterschaft teil. Er belegte in seiner Gruppe den 4. Platz und erwarb damit eine Endrundenqualifikation. Dieses Turnier endete erst nach über neun Jahren im Dezember 1996.
Im Jahr 1988 trat er am 3. Brett der russischen Mannschaft bei der Vorrunde der 4. Europäischen Mannschaftsmeisterschaft an. Punktgleich mit dem Sieger erreichte er den 2. Rang.
Im Jahr 1991 wurde Sytschow auf dem ICCF-Kongress der Titel eines "International Correspondence Chess Master" (IM) verliehen.
In der von 1996 bis 2002 ausgetragenen Endrunde der 15. ICCF-Fernschach-Weltmeisterschaft belegte er den 10. Platz unter 17 Teilnehmern.
Im Jahr 2001 wurde ihm der Titel eines Verdienten Internationalen Meisters (SIM) verliehen, wobei dieser zwischen Internationalem Meister und Großmeister anzusiedeln ist.